# Telekomunikační služba
Telekomunikační služby jsou veškeré služby poskytované telekomunikačním operátorem. Lze je rozdělit na
- úplné telekomunikační služby (Teleservices, TS)
- přenosové služby (Bearer Services, BS)

Úplné telekomunikační služby jsou dodávány včetně koncového zařízení, které si účastník obvykle pronajímá. Mezi úplné telekomunikační služby patří například telefonie a telefax.
Přenosové služby jsou služby přenosu dat, jejichž uživatel používá vlastní koncová zařízení.
Každou z uvedených kategorií lze dále rozdělit na:
- základní služby (Basic Services)
- doplňkové služby (Supplementary Services, SS)

Základní službou může být například telefonie, doplňkovou službou například zobrazení identifikace volajícího.

## Příklady rozdělení telekomunikačních služeb

### Rozdělení telekomunikačních služeb ISDN
Telekomunikační služby ISDN jsou popsány v dokumentech Evropského ústavu pro telekomunikační normy (ETSI) a Standardizačního sektoru Mezinárodní telekomunikační unie (ITU-T).

#### Úplné telekomunikační služby
- Telefon 3,1 kHz[3] – standardní telefonní služba s malou šířkou pásma (nízkou kvalitou zvuku)
- Teletex[4] – výměna korespondence obsahující textovové informace ve standardizované znakové sadě
- Telefax skupina G4[5] – přenos kopií stránek s textem nebo obrázky
- Smíšený mód[6] – kombinace teletexu a telefaxu
- Videotex[7] – vylepšení existující služby Videotex s načítáním a ukládáním textové a grafické informace do schránky; interaktivní služba pro přístup k informacím na serverech poskytovatelů
- Telex[8] – interaktivní textová komunikace
- Telefon 7 kHz[9] – telefonování s vyšší kvalitou zvuku
- Videotelefon

#### Přenosové služby
- nosná služba s přepojováním okruhů 64 kbit/s – řeč
- nosná služba s přepojováním okruhů 64 kbit/s – 3,1 kHz audio
- nosná služba s přepojováním okruhů 64 kbit/s – transparentní

#### Doplňkové služby
- Standardní skupina:
  - CLIP – zobrazení identifikace volajícího
  - CLIR – zamezení zobrazení identifikace volajícího
  - COLP – zobrazení identifikace volaného
  - COLR – zamezení zobrazení identifikace volaného
  - TP – přenositelnost terminálu
  - CW – čekající volání
  - HOLD – přidržení volání
  - CFU – přesměrování volání
  - CFNR – přesměrování volání při nepřihlášení
  - CFB – přesměrování volání při obsazení
- Komfortní skupina:
  - AOC – Informace o poplatku
  - OCB – NC – Zamezení odchozího volání – řízené sítí
  - MSN – Vícenásobné účastnické číslo
  - SUB – Subadresa
- Speciální skupina:
  - MA/LH – Sériová linka
  - DDI – Provolba
  - MCID – identifikace zlomyslného volání

### Skupiny základních služeb GSM
Telekomunikační služby GSM jsou popsány v dokumentech Evropského ústavu pro telekomunikační normy (ETSI).
| Čís. | Jméno skupiny                 | Čís. služby | Jméno služby                           |
| ---- | ----------------------------- | ----------- | -------------------------------------- |
| 1    | Speech                        | TS 11       | Telephony                              |
|      |                               | TS 12       | Emergency call                         |
| 2    | Short message service         | TS 21       | Short message MT/PP                    |
|      |                               | TS 22       | Short message MO/PP                    |
|      |                               | TS 23       | Short message CB                       |
| 3‑5  | Not allocated                 |             |                                        |
| 6    | Facsimile services(3)         | TS 61       | Alternate speech and facsimile group 3 |
|      |                               | TS 62       | Automatic facsimile group 3            |
| 7    | All Data circuit asynchronous | BS 20       | General asynchronous bearer service    |
| 8    | All Data circuit synchronous  | BS 30       | General synchronous bearer service     |
| 12   | Voice group services(4)       | TS 91       | Voice Group Call Service               |
|      |                               | TS 92       | Voice Broadcast Service                |